# جوبيتر آيلاند
جوبيتر آيلاند (بالإنجليزية: Jupiter Island)‏ هي مدينة أمريكية تقع في ولاية فلوريدا. تبلغ مساحة هذه المدينة 9.3 (كم²)، ويبلغ عدد سكانها 620 نسمة حسب إحصاء سنة 2010 م. وتشير إحصاءات سنة 2000م بأن الكثافة السكانية في هذه المدينة كانت تقدر بـ(66.7) نسمة/كم2.